# Puaikura FC
El Puaikura FC (anteriormente conocido como Arorangi FC) es un club de fútbol de la ciudad de Arorangi, en las Islas Cook. Ganó la Copa Islas Cook en 1985 y la Primera División en 1985, 1987, 2013 y 2016. Juega de local en el Estadio BCI, con capacidad para 3000 espectadores.

## Palmarés
- Primera División de las Islas Cook (4): 1985, 1987, 2013[3] y 2016.[4]
- Copa Islas Cook (3): 1985, 2016 y 2017.